# Берти, Фердинандо
Фердинандо Берти (итал. Ferdinando Berti; 31 декабря 1845, Болонья — 2 сентября 1883, Болонья) — итальянский политик.
Получил юридическое образование, адвокат. В 1861 г. опубликовал отдельной брошюрой памфлет «О проекте Мингетти: соображения» (итал. Sul progetto Minghetti: considerazioni), посвящённый проекту министра внутренних дел Марко Мингетти о децентрализации руководства в объединённом итальянском государстве, в 1864 г. — памфлет «В Турине или во Флоренции?» (итал. A Torino o a Firenze?) по вопросу о переносе итальянской столицы из Турина во Флоренцию, как то предлагал тот же Мингетти, ставший к тому времени премьер-министром.
Депутат парламента Итальянского королевства. Был избран от города Сантарканджело-ди-Романья в феврале 1880 г., за три месяца до истечения полномочий XIII созыва, затем оставался депутатом на протяжении всего срока полномочий XIV созыва (1880—1882) и переизбран в состав XV созыва в ноябре 1882 г., скончавшись до истечения полномочий.